# Schijndelaar

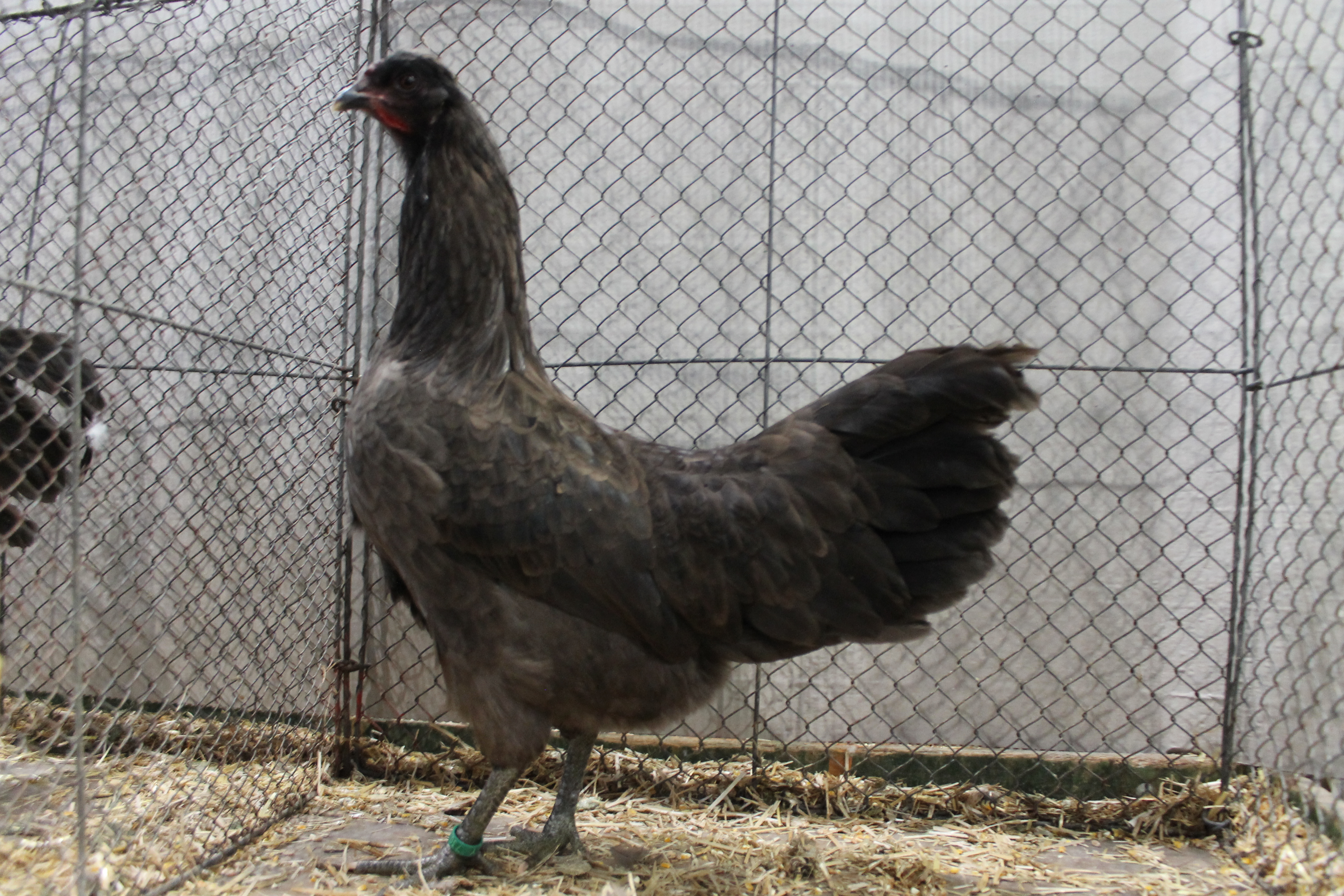
Henne im Farbschlag Schokoladenbraun, 2013

Schijndelaar [ˈsxɛindəlar] sind die jüngste niederländische Hühnerrasse.

## Geschichte und Anerkennung
Die Erzüchtung der Schijndelaar begann in den späten 1970er Jahren. Ziel der Entwicklung der neuen Heimatrasse war unter anderem eine grüne Schalenfärbung der Eier, wodurch sie die einzige anerkannte, grüne Eier legende Rasse mit Ursprung in den Niederlanden wurde. Im Gegensatz zu den Araucanas, die für ihre grünen Eier bekannt sind, sollten die Schijndelaar aber einen Schwanz und Schopf besitzen. Dies gelang den Züchtern durch die Kreuzung von Araucanas, Brabantern, Leghorn, Yokohama, Sumatra, Australorps, Dominikanern und weißhaubigen Zwerg-Holländer Haubenhühnern.
Die Schijndelaar wurden im weißen Farbschlag erst im Jahr 2001 offiziell durch den niederländischen Kleintierzuchtverband Kleindier Liefhebbers Nederland (KLN) anerkannt.
In Deutschland sind die niederländischen Hühner noch nicht anerkannt. Schokoladenbraune Schijndelaar wurden zur 117. Lipsia-Schau, der Bundesrassegeflügelschau in Leipzig, zum ersten Mal im Anerkennungsverfahren des Bundes Deutscher Rassegeflügelzüchter vorgestellt.
Die Zwerg-Schijndelaar sind, wie zahlreiche weitere Farbschläge, bisher weder im niederländischen noch im deutschen Zuchtverband anerkannt.

## Weiterführende Informationen

### Nachweise
1. 1 2  
M. Kruppert: Geschichte u. Erzüchtung. In: schijndelaar.de.tl. Abgerufen am 1. Februar 2014.
2. 1 2  
M. Kruppert: Standard Schijndelaar. In: schijndelaar.de.tl. Abgerufen am 1. Februar 2014.
3. ↑  
M. Kruppert: Aktuelles. In: schijndelaar.de.tl. Abgerufen am 1. Februar 2014.
4. ↑  Georg-VB: Schijndelaar (Grünleger). In: deine-tierwelt.de. Ehemals im Original (nicht mehr online verfügbar); abgerufen am 1. Februar 2014. (Seite nicht mehr abrufbar. Suche in Webarchiven)  Info: Der Link wurde automatisch als defekt markiert. Bitte prüfe den Link gemäß Anleitung und entferne dann diesen Hinweis.
5. ↑  
M. Kruppert: Standard Zwerg-Schijndelaar. In: schijndelaar.de.tl. Abgerufen am 1. Februar 2014.